# Juan Pablo Figueroa
Juan Pablo Figueroa (Córdoba, 13 de março de 1986), conhecido como Figueroa, é um jogador de basquete argentino.
Estreou na Liga Nacional da Argentina pela equipe Atenas de Cordoba, em 20 de abril de 2003 contra o Ben Hur de Rafaela.

## Estatísticas

### Temporada regular do NBB
| Ano      | Equipe    | PJ  | MPJ  | FG%  | 3P%  | LL%  | RT  | AS  | BR  | TO | PPJ |
| -------- | --------- | --- | ---- | ---- | ---- | ---- | --- | --- | --- | -- | --- |
| 2010-11  | Pinheiros | 27  | 31.9 | .387 | .302 | .774 | 2.7 | 3.9 | 1.5 | .0 | 5.9 |
| 2011-12  | Pinheiros | 28  | 29.1 | .430 | .351 | .675 | 2.5 | 3.8 | 1.1 | .0 | 5.9 |
| 2012-13  | Franca    | 33  | 29.2 | .468 | .347 | .757 | 2.7 | 4.2 | 1.9 | .1 | 8.8 |
| 2013-14  | Franca    | 31  | 31.1 | .388 | .310 | .650 | 2.9 | 5.6 | 1.3 | .1 | 6.7 |
| 2014-15  | Franca    | 24  | 29.5 | .367 | .227 | .659 | 2.9 | 5.2 | 1.4 | .0 | 8.4 |
| Carreira |           | 143 | 30.1 | .409 | .311 | .707 | 2.7 | 4.5 | 1.4 | .0 | 7.1 |
| All-Star |           | 2   | -    | -    | -    | -    | -   | -   | -   | -  | -   |